# Caliptomènids
Els caliptomènids (Calyptomenidae) són una família d'ocells passeriformes pròpia d'Àfrica, la península Malaia i Borneo.
Les espècies d'aquesta família foren incloses als eurilàimids, però estudis publicats al 2006, van mostrar que ambdós grups no estaven estretament relacionats.

## Taxonomia
Segons la classificació de IOC World Bird List (versió 10.2, 2020), aquesta família està formada per dos gèneres amb 6 espècies:
- Gènere Smithornis, amb tres espècies.
- Gènere Calyptomena, amb tres espècies.